# Dobczyn (województwo wielkopolskie)
Dobczyn – osada w Polsce położona w województwie wielkopolskim, w powiecie śremskim, w gminie Śrem. W latach 1975–1998 miejscowość administracyjnie należała do województwa poznańskiego.
Wieś położona 9 km na południowy wschód od Śremu, w sąsiedztwie kompleksu stawów hodowlanych i Kanału Granicznego. We wsi znajduje się skrzyżowanie dróg powiatowych: nr 4070 z Kadzewa przez Drzonek do Konarskie oraz nr 4077 do Sroczewa.
Przed II wojną światową odnaleziono tu ślady osady ludności kultury łużyckiej. Kolejną osadę datuj się na lata 500-800. Miejscowość znana w dokumentach od 1404 roku. W Dobczynie urodził się Andrzej Gałka (1400-1451) – ksiądz, filozof, pisarz, dziekan wydziału sztuk wyzwolonych Akademii Krakowskiej. Wieś najpierw należała do Wyskotów, następnie na przełomie XIX i XX wieku właścicielami byli Rudniccy, Jackowscy, Hulewicze, Stablewscy, Paliccy, Potworowscy, Krzysztoporscy, Bnińscy. Ostatnim właścicielem do 1939 był Stanisław Baranowski.
Zabytkami wsi są:
- Dwór - z 1815 roku, rozbudowany w 1912 o neoromańskie skrzydło, otoczony parkiem krajobrazowym o powierzchni 2,75 ha z pomnikowymi drzewami: topola kanadyjska o obwodzie 525 cm, dąb szypułkowy o obwodzie 450 cm i lipa drobnolistna o obwodzie 380 cm, chroniony prawem, obecnie należy do Agencji Własności Rolnej Skarbu Państwa[7][8].
- Kapliczka - z kamienną figurą Matki Boskiej Niepokalanie Poczętej z 1861[9].
- Krzyż przydrożny z 1884[9].